# هنقره (یمن)
 هنقره  نام روستای است در عزلهٔ (بالجبوب)، ناحیهٔ (حصی الدُملُوه)، از توایع استان مَهره در کشور یمن در شبه جزیره عربستان است. 
جمعیت آن ۲۷۱ نفر (۷ خانوار) می‌باشد.